# Brody (powiat radomski)
Brody – wieś w Polsce położona w województwie mazowieckim, w powiecie radomskim, w gminie Jastrzębia. Ma status sołectwa.
| SIMC    | Nazwa    | Rodzaj    |
| ------- | -------- | --------- |
| 0624166 | Karolów  | część wsi |
| 0624172 | Wólczyna | część wsi |

W latach 1975–1998 miejscowość należała administracyjnie do województwa radomskiego. 1 stycznia 2003 roku częściami wsi Brody stały się ówczesne przysiółki Karolów i Wólczyna.
Wierni kościoła rzymskokatolickiego należą do parafii Wniebowzięcia Najświętszej Maryi Panny w Goryniu.